# Gennetines
Gennetines is een gemeente in het Franse departement Allier (regio Auvergne-Rhône-Alpes) en telt 517 inwoners (2005). De plaats maakt deel uit van het arrondissement Moulins.

## Geografie
De oppervlakte van Gennetines bedraagt 39,6 km², de bevolkingsdichtheid is 13,1 inwoners per km².
De onderstaande kaart toont de ligging van Gennetines met de belangrijkste infrastructuur en aangrenzende gemeenten.

## Demografie
Onderstaande figuur toont het verloop van het inwonertal (bron: INSEE-tellingen).
Vanwege een beveiligingsprobleem met de MediaWiki Graph-software is het momenteel niet mogelijk deze grafiek weer te geven. Zodra de software is bijgewerkt zal de grafiek vanzelf weer zichtbaar worden.

## Evenementen
Op het grondgebied van Gennetines vindt elk jaar in juli een toonaangevend dansfestival plaats: "Le Grand Bal de l'Europe". Zo'n drieduizend danslustigen uit heel Europa komen gedurende twee weken samen om workshops te volgen in volksdansen en balfolkdansen op volksmuziek. 's Avonds en 's nachts zijn er diverse bals.